# Loeblaltica
Loeblaltica is een geslacht van kevers uit de familie bladkevers (Chrysomelidae).
De wetenschappelijke naam van het geslacht werd in 1989 gepubliceerd door Scherer.

## Soorten
- Loeblaltica decorata Scherer, 1989